# 布偶家族製片公司
布偶家族製片公司（英語：The Muppets Studio），前身為布偶家族控股公司，是迪士尼公園、體驗與消費產品的全資娛樂子公司，於2004年透過華特迪士尼公司收購吉姆·亨森公司的智慧財產布偶家族和《大熊貝兒藍色的家》而成立。

## 外部連結
- 官方網站 （页面存档备份，存于）